# Kajiado (hrabstwo)
Kajiado – hrabstwo w Kenii, na obszarze dawnej Prowincji Wielkiego Rowu. Zamieszkane przez ponad 1,1 mln mieszkańców, głównie przez pasterską ludność Masajów. Stolicą jest Kajiado, a największym miastem Ngong. Większymi miastami są również: Kitengela i Ongata Rongai.
Kajiado graniczy z Republiką Tanzanii od południa, oraz z hrabstwami: Taita-Taveta od południowego wschodu, Makueni od wschodu, Machakos, Nairobi i Kiambu od północy, Nakuru od północnego zachodu i z Narok na zachodzie. 
W hrabstwie Kajiado znajduje się Park Narodowy Amboseli, Pustynia Nyiri i jezioro Magadi.

## Nazwa
Nazwa Kajiado pochodzi od słowa Masajów „Orkejuado”, które oznacza „długą rzekę” w odniesieniu do sezonowej rzeki płynącej na zachód od miasta Kajiado.

## Religia
Struktura religijna w 2019 roku wg Spisu Powszechnego:
- protestantyzm – 65,3%
- katolicyzm – 18,4%
- inni chrześcijanie – 5,8%
- niezależne kościoły afrykańskie – 4,9%
- islam – 2,4%
- brak religii – 1,4%
- inne religie – 1,8%.